# Raúl Montero Cornejo
Raúl Montero Cornejo (Santiago, 11 de abril de 1914-Viña del Mar, 24 de abril de 2000) fue un almirante chileno que formó parte del gabinete del Presidente Salvador Allende, también conocido como gobierno de la Unidad Popular.

## Primeros años de vida
Fue hijo de Emilio Montero Rejas y Felicita del Carmen Cornejo Andrade. Estudió en el Instituto Nacional, y en Escuela Naval Arturo Prat entre 1929 y 1934.

### Matrimonio e hijos
Se casó en 1942 con Águeda Figueroa Carvajal, teniendo por hijos a: Raúl, Enrique, Ricardo, Fernando, Jorge y María Eugenia Montero Figueroa.

## Vida militar
Obtuvo el récord de navegación a vela en el Buque Escuela Esmeralda. Realizó el 78% de la travesía Valparaíso-Papete, Tahití sin la ayuda de motores.
Fue comandante en jefe de la Armada de Chile de 1970 hasta el 11 de septiembre de 1973, día en que fue encarcelado en su domicilio de madrugada, por el autodesignado comandante en jefe de la Armada ese día, José Toribio Merino. Fue eventualmente liberado luego de consumado el Golpe de Estado.
Fue Ministro de Hacienda desde el 9 de agosto de 1973 (20 días); presenta su renuncia al presidente Allende como Comandante en Jefe la cual no es aceptada el 3 de septiembre de 1973: “De manera reiterada usted me ha planteado su decisión dejar las filas de la Armada para acogerse a retiro. En cada oportunidad le he respondido que el país necesita de sus importante servicios, situación que hoy adquiere una mayor significación. Una vez más, y con mayor énfasis que en anteriores ocasiones, me ha hecho llegar ahora su renuncia al cargo de Comandante en Jefe… deseo expresarle que he meditado profundamente sobre cada una de las razones en las cuales usted fundamente su renuncia. Todas ellas las considero sólidas y respetables. Por eso, sólo un imperativo de superior jerarquía, el interés supremo del país, me obliga a rechazársela”.

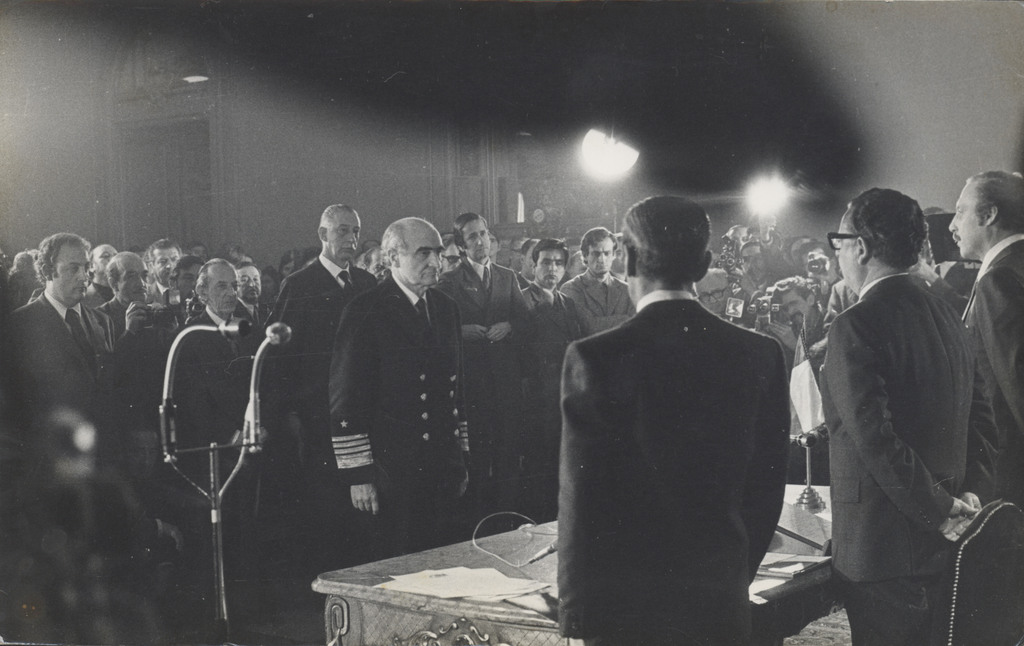
El Almirante Raúl Montero durante un cambio de gabinete del gobierno de Salvador Allende. De espaldas Allende (al centro) y Orlando Letelier entre otros personajes políticos.

## Antecedentes militares
- 1929: Cadete de la Escuela Naval Arturo Prat
- 1934: Guardiamarina
- 1935: Subteniente
- 1940: Teniente 2.º
- 1945: Teniente 1.º
- 1950: Capitán de Corbeta
- 1955: Capitán de Fragata
- 1960: Capitán de Navío
- 1965: Contralmirante
- 1969: Vicealmirante
- 1970: Almirante